# بروتوكول نقل الملفات البسيط
بروتوكول النقل السهل للملفات (بالإنجليزية Trivial File Transfer Protocol) هو برتوكول لوضع واستخراج الملفات الموجودة في خادم بعيد. استعمل في الأصل لتمكين الاجهزة من الاشتغال عبر ولوجها لملفات اعدادتها من خلال شبكة محلية. 
وهو معيار ظهر سنة 1981 وتطور ليصبح بصيغة حالية مفصلة في طلب التعليقات رقم 1350 (RFC 1350). 

## مدخل
بحكم بساطته، يمكن إعداد بروتوكول النقل السهل للملفات باستعمال كود ذي أثر ذاكرة صغير. لهذا يتم اختياره لوضع أساس تمهيد الاشتغال عبر الشبكة حين يتم التحميل من حواسب عالية الموارد إلى حواسب ذات لوحة واحدة (Single-board Computers) أو إلى منظومات على رقاقة. وهذا ينطبق على نقل الإعدادت والبرامج الثابثة  إلى إجهزة الشبكات كالموجهات وجدران الحماية وهواتف أي بي. 
أتى تصميم TFTP من بروتوكول سبقه اسمه EFTP ، والذي كان جزءًا من مجموعة بروتوكولات PUP. تم تعريف TFTP لأول مرة في عام 1980 من قبل IEN 133. [2] في يونيو 1981، تم نشر بروتوكول FTP (المراجعة 2) في طلب التعليقات RFC 783 وتم تحديثه لاحقًا في يوليو 1992 بواسطة طلب التعليقات RFC 1350 والذي حدد من بين أشياء أخرى متلازمة تلميذ الساحر (Sorcerer's Apprentice Syndrome). في مارس 1995، قام تمديد خيارات TFTP المذكور في طلب التعليقات RFC 1782 والذي تم تحديثه لاحقًا في مايو 1998 بواسطة RFC 2347 – قام بتحديد آلية التفاوض على الخيارات التي تحدد إطار خيارات نقل الملفات التي سيتم التفاوض بشأنها قبل النقل باستخدام آلية تتوافق مع مواصفات TFTP الأصلية.
TFTP هو بروتوكول بسيط لنقل الملفات، يتم تنفيذه على رأس بروتوكولات UDP / IP باستخدام رقم المنفذ المعروف 69. تم تصميم TFTP ليكون صغيراً وسهل التنفيذ، وبالتالي فهو يفتقر إلى معظم الميزات المتقدمة التي توفرها بروتوكولات أكثر صلابة لنقل الملفات. TFTP يقرأ ويكتب الملفات من أو في خادم بعيد. ولا يمكنه مثلا اظهار لائحة الملفات أو الدلائل أو حذفها أو إعادة تسميتها وليس لديها أحكام لمصادقة المستخدم. يستخدم TFTP اليوم بشكل عام فقط على شبكات المناطق المحلية (LAN).